# 张桓侯庙
张桓侯庙，又称张飞庙，位於重慶市雲陽縣，是长江三峡中一著名景点。2001年6月25日公佈為第五批全國重點文物保護單位。

## 历史
据史料记载，张飞庙始建于蜀汉末年，已有1700多年历史。原址位于云阳老县城的对岸——长江南岸飞凤山麓，离重庆市区382公里，是为纪念三国名将张飞而建的祠宇，据传，张飞头颅葬于此，而身体葬于四川阆中的张桓侯祠，因此民间有说法张飞“身在阆中，头在云阳”。
文化大革命时期（1966-1976年），张飞庙受到空前损坏，庙内的泥塑张飞像被破坏，张飞之妻夏侯氏的塑像也被当作“牛鬼蛇神”清扫。后来，在恢复张飞庙文物过程中，1981年泥塑的张飞像重新出现在张飞庙中，但并未重塑夏侯氏的像，而是将“娘娘殿”改为了“偏殿”。
此后，因修建三峡工程，张飞庙的最低海拔只有330米，因此张飞庙整体搬迁至长江南岸的盘石镇龙安村，此地地理特征与原址相似，并仍然与新云阳县城隔江相望。张飞庙是三峡库区最大的地面文物搬迁项目，它的保护方案采用“原物搬迁”，就是尽可能地使用建筑物原物，另外也必然会补充一些辅料。新张飞庙的主体工程于2003年6月完工，2003年7月19日正式向游人开放。在张飞庙迁移“新居”之时，文物工作者借助“移民”之机，为恢复历史本来面目，决定重修“娘娘殿”。

## 结构
张飞庙一座文武合庙，庙里的建筑主要有七座，其中正殿、旁殿、结义楼、望云轩、助风阁是为纪念张飞而建，杜鹃亭和得月亭是为纪念唐代诗人杜甫在此客居两年而建。